# Двадесета крајишка козарска ударна бригада
Двадесета крајишка НО ударна бригада била је јединица НОВЈ активна од октобра 1944. до краја рата.

## Увод

### Развој НОБ
Територијална ограниченост и везаност партизанских одреда за свој крај онемогућавала је преношење борбених дејстава у друге области и избегавање концентричних удара надмоћног непријатеља за време његових офанзива. За даље ширење устанка у Југославији и његово прерастање у општенародни ослободилачки рат, при постојању јаких окупационих и квислиншких снага, биле су потребне сталне, покретне јединице способне за маневар на било којем терену.

### Статут пролетерских НО бригада
Пионирску улогу у стварању регуларне народноослободилачке армије имала је 1. пролетерска НО ударна бригада. Она је формирана 21. децембра 1941. на основу стечених искустава из дотадашње оружане борбе, након пада Ужичке републике у јесен 1941, што је формулисано Статутом пролетерских народноослободилачких бригада који је прописао Врховни штаб НОВЈ и који је важио за све бригаде НОВЈ. Формација је предвиђала: штаб, који чине командант и политички комесар и њихови заменици; најмање 4 ударна батаљона јачине до 300 бораца, формираних у 3-4 ударне чете; пратећу чету са онолико митраљеских водова (од по 2 оруђа) колико је батаљона у бригади, 1 водом лаких и 1 водом тешких минобацача; артиљеријске јединице које се могу састојати из појединих оруђа и батерија (4 оруђа), па све до дивизиона; моторизоване јединице које се формирају по могућности; комору и санитет. Уз штаб бригаде, поред коњичког, пионирског и вода за везу, Статут је предвиђао и културне екипе за културно просветни и политички рад у јединицама и међу народом на терену. Прописана је црвена застава са српом и чекићем у горњем десном углу, петокраком звездом у средини и извезеним именом јединице.

### Од партизанских одреда ка бригадама
Од посебне важности било је наређење Врховног штаба да се у оквиру партизанских одреда стварају ударне чете и батаљони, као прелазни облик од одреда ка бригади. При формирању бригада, те ударне јединице обично су улазиле у њихов састав. Почасни назив ударна даван је само оним бригадама које су се посебно истакле у борби. У 1941. формирана је једна бригада (1. пролетерска); у 1942. формирано је укупно 37 бригада; у 1943. 76 бригада (расформирано 13 бригада); у 1944. 130 бригада (расформирано 13), а у 1945. још 16. нових бригада (расформирано 13). На крају рата било је укупно 220 бригада, од којих 14 пролетерских.

### Значај бригада у НОР
Јачина, састав, опрема и наоружање бригада били су различити у разним периодима НОР и разним крајевима где су бригаде водиле борбу. Тако је просечна јачина бригада у 1942. и 1943. била 800 бораца, а у 1944. око 950 бораца, с тим што су бригаде у Словенији и Македонији биле бројно слабије (500-600 бораца). Наоружање бригада било је лако пешадијско, са митраљезима и минобацачима; наоружаване су од плена из борби са непријатељем, делом из сопствених радионица, а тек од 1943. неке су наоружане и из савезничке помоћи.
По Титу, бригаде су биле оперативне јединице са стратегијским задацима; бригаде су биле способне и за партизанско и за фронтално ратовање (нарочито након формирања дивизија и корпуса НОВЈ), а биле су и комунистичке политичке школе, расадници кадрова за нове јединице НОВЈ, и упоришта КПЈ и НОП.

## Формирање
Двадесета крајишка (Козарска) ударна бригада формирана је 12. октобра 1944. од Козарског, Тимарског и Лијевчанског НОП одреда и Козарачког НОП батаљона који су сачињавали Козарску групу НОП одреда. Имала је 3 батаљона са 1.624 борца. До краја рата била је у саставу 39. крајишке дивизије НОВЈ и дејствовала је, углавном, на подручју Козаре.

## Ратни пут бригаде

### 1944
Бригада је нападала непријатељске колоне и мања упоришта дуж комуникација које окружују Козару и штитила је становништво Козаре од честих испада усташких и немачких делова из утврђених гарнизона који су палили и пљачкали села, водећи против њих борбе код Дубраве, Лесковца, Добрљина и Доње Тополе.

### 1945
У завршним операцијама Бригада је учествовала у борбама за ослобођење Босанске Градишке (23-24. априла), Босанског Новог и Двора на Уни (27. априла-1. маја); ушла је у Загреб 8. маја и наставила гоњење непријатеља према Цељу 10-14. маја, где је дочекала крај рата.

## Одликовања
За ратне заслуге Бригада је одликована Орденом заслуга за народ.